# Advanced High Performance Reconnaissance Light Aircraft
L’Advanced High Performance Reconnaissance Light Aircraft (« avion léger de reconnaissance haute performance »), plus connu sous son acronyme AHRLAC, est avion de reconnaissance et de contre-insurrection développé en Afrique du Sud par AHRLAC Holdings, une coentreprise entre les groupes Paramount et Aerosud. Conçu comme un substitut aux drones peu coûteux et plus polyvalent. Il a effectué son premier vol le 28 juillet 2014.
Il est le premier avion intégralement développé en Afrique.